# Margraviato di Baden-Baden
Il Margraviato di Baden-Baden è stato uno stato creato per tre volte nel corso della storia tedesca, dal 1190 al 1335, dal 1348 al 1620 e dal 1622 al 1771, riconoscendogli piena sovranità e voto al Reichstag.

## Il territorio
Il Margraviato di Baden-Baden era un'area compresa nella regione del Reno, sui territori attorno alle città di Baden-Baden e Rastadt, comprendente anche le terre lungo l'Alto Reno e sulla riva sinistra dello stesso fiume.
In particolare era costituito da:
- il margraviato del Baden: Rastatt (residenza principesca), Moosbronn, Schwarzach (Bühl), Lichtental, Herrenalb, le signorie oltre il Reno di Selz ec Beinheim;
- la contea di Eberstein (dal 1720): Frauenbalb, Muggensturm, Gernsbach;
- la signoria di Staufenberg;
- la signoria di Mahlberg con Freisenheim;
- la signoria di Lahr;
- la signoria di Gräfenstein con Rodalben;
- la signoria di Rodemachen nel Lussemburgo con Useldingen e Hespringen;
- la contea interna di Sponheim (Herrsten, Allenbach, Birkenfeld, Trarbach, Kastellaun, Winterberg, Winningen);
- la contea esterna di Sponheim (Kreuznach e Sprendlingen).

## Storia

### La prima creazione (1190-1335)

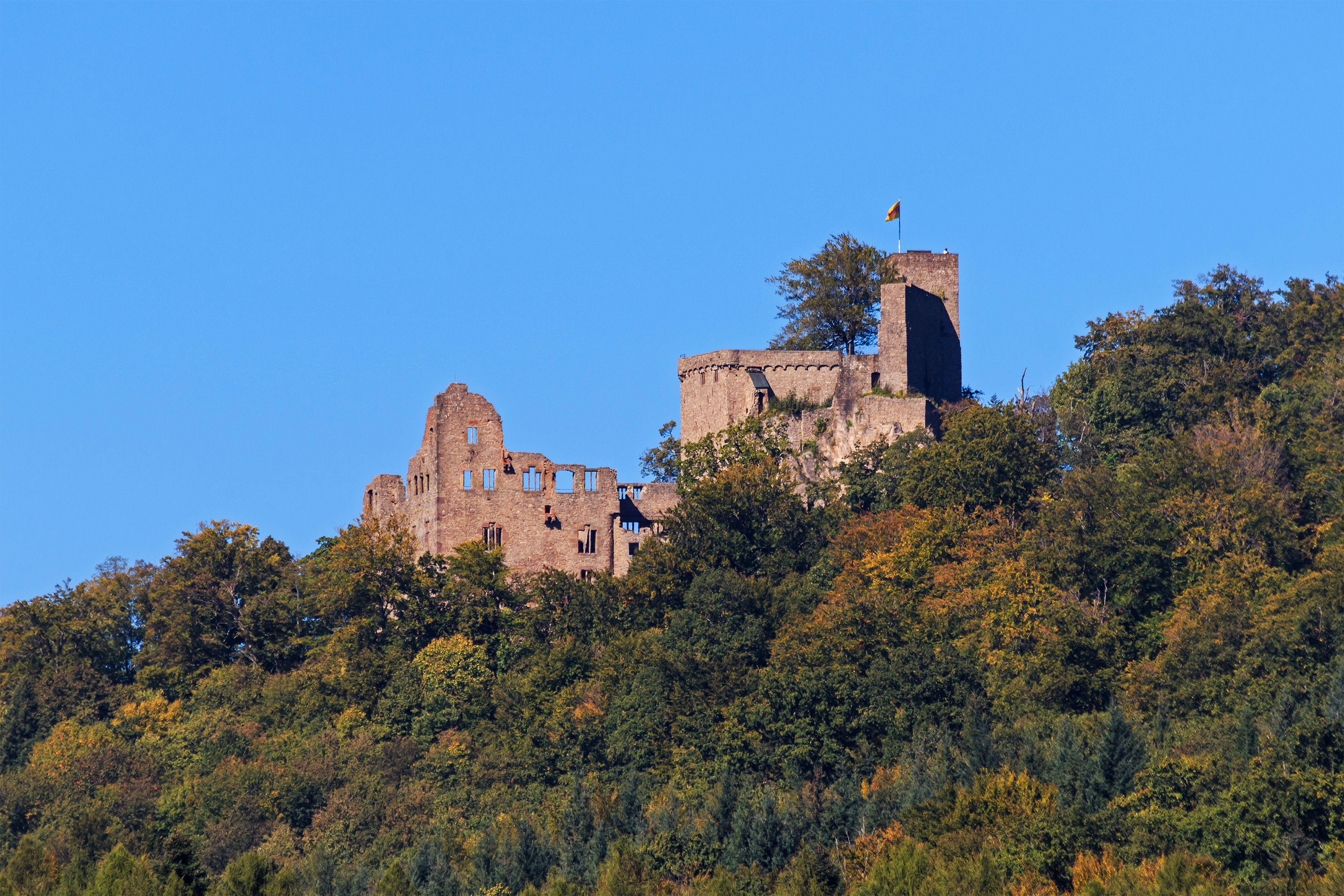
Le rovine del castello di Hohenbaden presso Baden-Baden.

Alla morte dell'ultimo margravio del Baden unito, Ermanno IV nel 1190, i suoi figli si divisero l'eredità paterna dal momento che la famiglia non adottava la legge della primogenitura. I territori che si originarono da questa divisione furono i margraviati di Baden-Baden e Baden-Hachberg.
Il margraviato di Baden-Baden concentrava i propri territori attorno al Castello di Hohenbaden, presso appunto la città di Baden-Baden ove risiedeva il ramo della famiglia che resse quest'area sino al 1335 quando, all'estinzione della casata, i domini passarono all'altro ramo.

#### Margravi di Baden-Baden (1190-1335)
- 1190-1243: Ermanno V
- 1243-1250: Ermanno VI
- 1250-1268: Federico I e Rodolfo I
- 1268-1288: Rodolfo I
- 1288-1291: Hesso, Rodolfo II, Ermanno VII e Rodolfo III
- 1291-1295: Hesso, Rodolfo II e Rodolfo III
- 1295-1297: Hesso e Rodolfo III
- 1297-1332: Rodolfo III e Rodolfo Hesso
- 1332-1335: Rodolfo Hesso

### La seconda creazione (1348-1620)

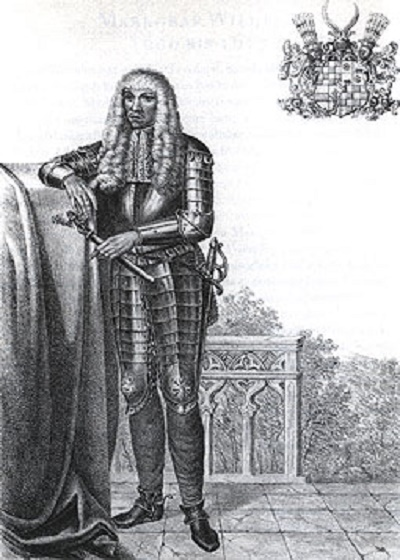
Edoardo Fortunato di Baden-Baden.

La seconda creazione del Margraviato di Baden-Baden avvenne nel 1348 per Federico III, fratello di Enrico IV di Baden-Hachberg. Per quanto riguarda i primi due secoli di vita del nuovo margraviato nulla di particolare da segnalare sino al 1535, anno in cui la divisione tra il margraviato di Baden-Baden e quello vicino di Baden-Durlach si segnalarono anche sotto l'aspetto religioso.
Mentre la Germania era spaccata in due dall'avvento della riforma protestante, infatti, il margravio Filiberto di Baden-Baden, decise di rimanere di fede cattolica, mentre il lontano cugino Ernesto di Baden-Durlach decise di aderire alla religione protestante. Filiberto era cresciuto a Monaco di Baviera ed ottenne de facto la piena reggenza dei suoi poteri nel 1556 all'età di 20 anni, sposando l'anno successivo l'anziana Matilde di Baviera che egli conosceva sin dall'infanzia. Per ribadire la sua fede cattolica, egli combatté in Ungheria contro i turchi ed in Francia contro gli ugonotti.
Tutore di Filippo era il duca Alberto V di Baviera, il quale nel pieno spirito della controriforma lo aveva fatto educare dai Gesuiti a Ingolstadt. Filippo si preoccupò in questo periodo di espandere la propria residenza, il castello di Baden affidando il progetto all'architetto Caspar Weinhart che promosse i lavori dal 1572 al 1582. Filippo aveva anche una grandissima passione per gli strumenti musicali e nella sua collezione se ne contavano oltre 200. Filippo morì nel 1588 all'età di 29 anni lasciando un debito molto elevato e senza alcun erede che potesse prendere il suo posto.
Filippo però aveva con sé al governo dei reggenti di cui il maggiore era suo cugino Edoardo Fortunato di Baden-Baden il quale era nipote di Bernardo III e figlio di Cristoforo II. Cresciuto a Londra, sua padrina fu dalla gioventù la regina Elisabetta I. Egli condusse uno stile di vita essenzialmente sontuoso e questo non fece altro che incrementare i già pesanti debiti di corte. Con l'appoggio dell'Imperatore, a questo punto, il margravio Ernesto Federico di Baden-Durlach occupò il territorio principale del Baden-Baden nel novembre del 1594. Edoardo Fortunato cercò di reagire ma non ebbe successo e dovette ritirarsi nella parte a ovest del paese ove ad ogni modo venne ucciso nel 1600 in un incidente di caccia (qualcuno parla di una cospirazione). Poco dopo questa occupazione ad ogni modo ebbe termine perché il margraviato venne affidato alla casa di Baden-Durlach per saldarne i debiti e mantenere la pace interna.

#### Margravi di Baden-Baden (1348-1588)
- 1348-1353: Federico III
- 1353-1372: Rodolfo VI
- 1372-1431:Bernardo I con
  - 1372-1391: Rodolfo VII
- 1431-1453: Giacomo
- 1453-1475: Carlo I con
  - 1453-1458: Bernardo II
- 1475-1515: Cristoforo I
- 1515-1536: Bernardo III
- 1536-1569: Filiberto
- 1569-1588: Filippo II con
  - 1575–1620: Filippo III con
  - 1588-1600: Edoardo Fortunato

### La terza creazione (1622-1771)

#### La guerra dei trent'anni

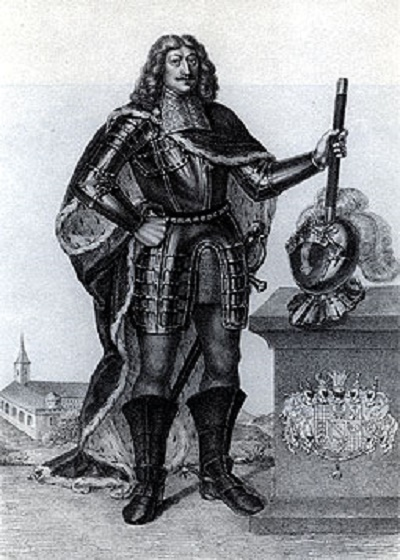
Guglielmo di Baden-Baden.

Il Margraviato di Baden-Baden venne ricreato nel 1622 per il figlio di Edoardo Fortunato, Guglielmo il quale ascese al trono del margraviato nel 1622, nel bel mezzo della Guerra dei Trent'anni, dopo che ebbe strappato ai cugini i domini che spettavano a suo padre. L'esercito di Baden constava di 1600 fanti e 200 cavalieri e venne potenziato sino a raggiungere il numero di 20.000 effettivi in vista di una partecipazione attiva al conflitto. Egli si scontrò con il generale de Tilly nella Battaglia di Wimpfen dove perse circa 3.500 uomini e la vittoria venne attribuita al suo aversario.
Nel 1632 gli svedesi alla guida del re Gustavo Adolfo raggiunsero la città di Baden-Baden ma dopo la Battaglia di Nördlingen, Guglielmo riuscì a riprendere il controllo dei propri domini, ricevendo inoltre anche parte dei domini del Baden-Durlach. Negli anni successivi la città di Baden-Baden subì altri tre saccheggi da parte degli eserciti coinvolti nella guerra, con una perdita di oltre il 50% della popolazione del margraviato.

#### Il governo di Luigi Guglielmo

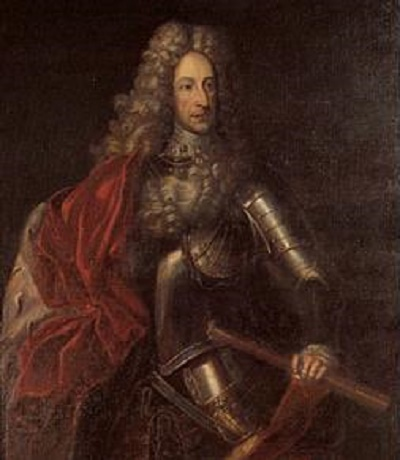
Luigi Guglielmo di Baden-Baden.

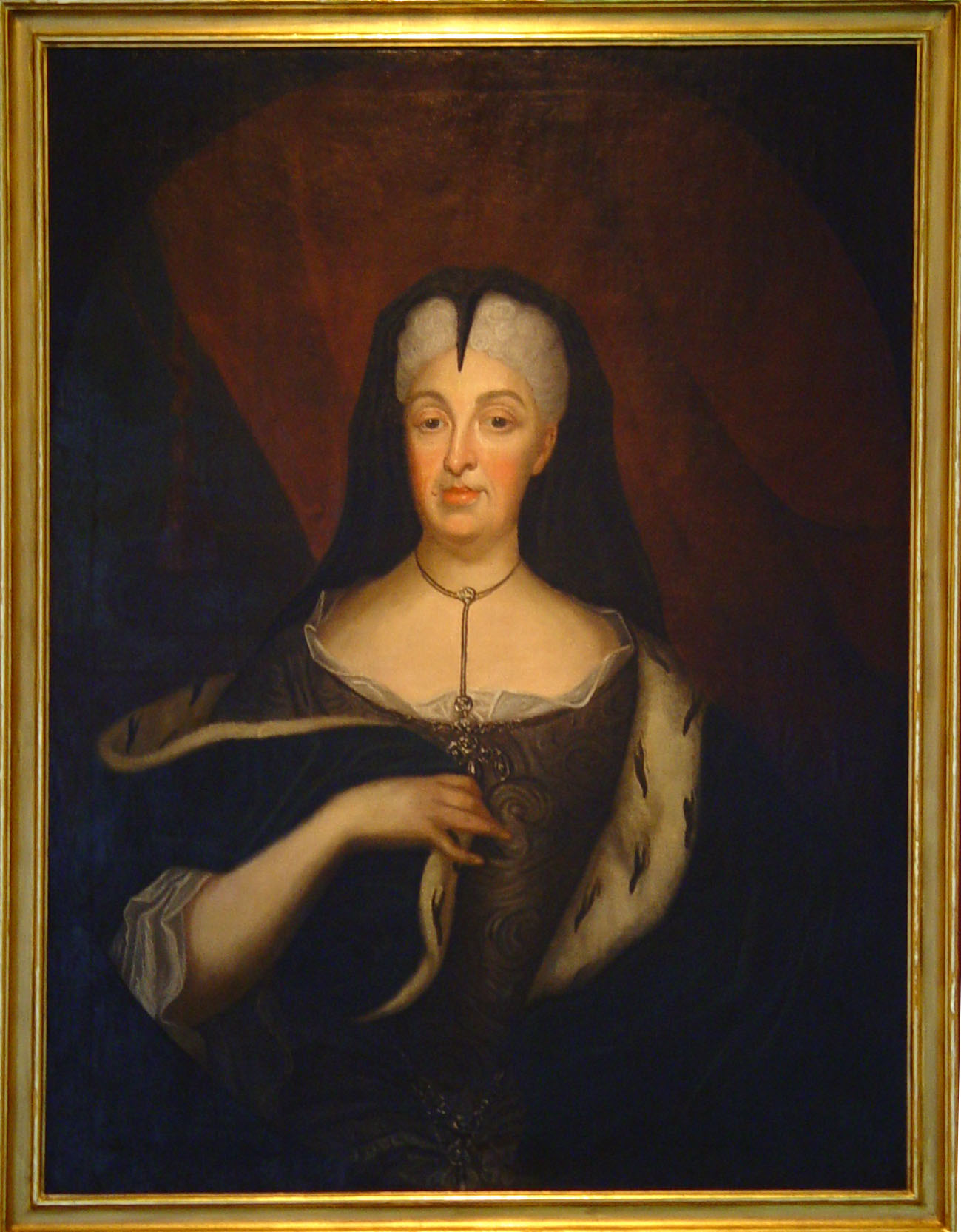
Sibilla Augusta di Sassonia-Lauenburg, moglie di Luigi Guglielmo e reggente del margraviato per conto del figlio Luigi Giorgio, minorenne

Luigi Guglielmo di Baden-Baden è senz'altro il più famoso tra i reggenti del margraviato. Egli era figlio dell'erede al trono Ferdinando Massimiliano, figlio a sua volta di Guglielmo al quale però premorì. A 14 anni, dunque, per decisione del nonno Luigi Guglielmo venne inviato a compiere il proprio Grand Tour visitando Ginevra, Milano, Firenze, Roma, Venezia e Innsbruck. Ritornato a Baden-Baden all'età di 19 anni si arruolò nell'esercito imperiale ove fece rapidamente carriera.
Nel 1677, alla morte di Guglielmo, egli gli succedette al trono che pure riuscì a governare solo in secondo piano essendo perlopiù impegnato in conflitti all'estero. Egli era assente anche quando l'esercito francese attraversò il Reno nel 1688 passando per i propri territori alla guida del generale Mélac per la guerra di successione del Palatinato. Questo passaggio fu traumatico per l'intero margraviato in quanto i francesi avevano ricevuto l'ordine di bruciare sistematicamente ogni cosa. Mentre la città di Baden-Baden bruciava il 24 agosto 1689, Luigi Guglielmo si trovava nei Balcani a combattere contro i turchi e il 6 settembre 1689 venne anche nominato comandante in capo all'esercito imperiale.
Sensibile ai problemi in patria del suo comandante, ad ogni modo, l'Imperatore Leopoldo I mediò per organizzargli un matrimonio molto fruttuoso che gli consentisse di ristabilire le finanze dei propri domini e come tale egli sposò Anna Maria Sibilla Augusta di Sassonia-Lauenburg, erede di una grande ricchezza, con la quale si sposò il 27 marzo 1690. Poco dopo Luigi Guglielmo si trasferì nuovamente al fronte e vinse nella Battaglia di Slankamen del 19 agosto 1691, venendo nominato cavaliere dell'Ordine del Toson d'Oro. Unitamente al tesoro ricavato dagli scontri coi turchi, Luigi Guglielmo si ritirò quindi a vita privata ed iniziò la ricostruzione del proprio stato. Nel 1692 acquistò la signoria di Günzburg sul Danubio.
Egli iniziò col restaurare il vecchio castello di Baden-Baden ma per rendersi presto conto che esso non era sufficiente ad accogliere la residenza di un generale dell'Impero. Per la spesa di 12 milioni di fiorini, iniziò dunque la costruzione di un nuovo palazzo barocco a Rastadt, affidando il progetto all'italiano Domenico Egidio Rossi che lo portò a termine nel 1705. Luigi Guglielmo morì nel gennaio del 1707 per le conseguenze di una ferita contratta in battaglia.

#### Assolutismo barocco a Rastadt

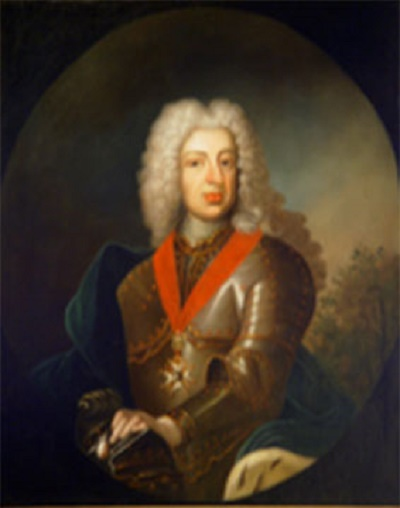
Luigi Giorgio di Baden-Baden.

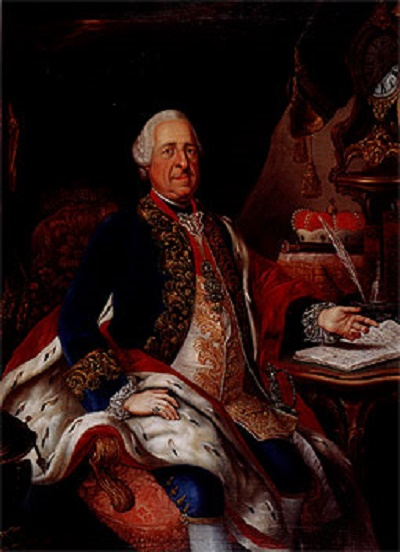
Augusto Giorgio, ultimo margravio del Baden-Baden indipendente

Per sua volontà, Luigi Guglielmo prima di morire aveva nominato sua moglie Sibilla Augusta al ruolo di reggente per il figlio che si trovava ancora in età minore per succedergli.
Nell'inverno del 1713/1714, il principe Eugenio di Savoia condusse i negoziati per porre fine alla Guerra di successione spagnola che si concluse proprio con il Trattato di Rastadt che venne firmato nel castello da poco inaugurato, puntando quindi l'attenzione sulla nuova potenza nascente nel Baden-Baden.
Sibilla Augusta fu una reggente dal forte carattere che seppe farsi strada nella politica interna quando in quella estera. Intrattenne un fitto rapporto personale di corrispondenza con il principe-vescovo di Spira, Damian Hugo von Schönborn che fu anche suo consigliere.
Ella diede un'impronta sua personale anche al progetto di ricostruzione del margraviato. Già dal 1707, infatti, aveva dimesso l'architetto Rossi rimpiazzandolo con il boemo Lichael Ludwig Rohrer al quale fece costruire la cappella del palazzo nel 1715. Con particolare impegno si dedicò alla progettazione del palazzo della Favorita, residenza estiva nelle vicinanze di Rastadt ove stipò la preziosa collezione di porcellane che ancora oggi si può ammirare.
Nel 1727, dopo oltre un ventennio di reggenza, Sibilla Augusta cedette le redini del potere al figlio Luigi Giorgio il quale da sempre si era mostrato poco avvezzo agli affari di governo e piuttosto appassionato alla caccia ed alla vita godereccia. Durante il suo regno, nel 1732 venne accolto a corte Peter Ernst Rohrer, fratello di Michael, come architetto di corte. Egli fece costruire l'Alexiusbrunnen, il municipio e la Chiesa cattolica St Alexanderin a Rastatt. Luigi Giorgio ebbe due figli entrambi premortigli ed alla sua morte nel 1761 gli succedette il fratello Giorgio Augusto il quale era stato destinato alla carriera ecclesiastica ma aveva poi ricevuto una dispensa papale per salvare i domini della famiglia.

#### La riunificazione
Augusto Giorgio accettò di succedere al fratello ma era ormai chiaro che il suo matrimonio tardivo non avrebbe prodotto altri eredi per il Baden-Baden Come tale fu lui stesso nel 1765 a siglare un accordo col lontano cugino, il margravio Carlo Federico di Baden-Durlach: tale accordo prevedeva che il margraviato di Baden-Baden passasse ai Baden-Durlach dopo la morte di Giorgio Augusto.
Si poneva però ora la problematica della religione in quanto era risaputo che la casata di Baden-Durlach professava il protestantesimo. Per salvaguardare gli interessi dei futuri sudditi del Baden-Baden di religione cattolica, Giorgio Augusto operò la beatificazione del suo antenato Bernardo II, la quale ebbe successo nel 1769, rendendolo patrono del Margraviato di Baden-Baden e costruendo una fontana alla sua memoria a Rastadt.
Giorgio Augusto morì il 21 ottobre 1771 dopo dieci anni di governo e come da contratto il cugino Carlo Federico ne ereditò i possedimenti unendo tutti i domini della famiglia e rifondando l'antico Margraviato di Baden.

#### Margravi di Baden-Baden (1622-1771)
- 1622-1677: Guglielmo
- 1677-1707: Luigi Guglielmo
- 1707-1761: Luigi Giorgio
- 1761-1771: Augusto Giorgio